# Васильєв Олександр Миколайович (хокеїст)
Олександр Миколайович Васильєв (рос. Александр Николаевич Васильев; нар. 29 квітня 1964, Ангарськ, Іркутська область, СРСР) — радянський хокеїст, воротар.

## Спортивна кар'єра
Вихованець ангарського хокею. Перший тренер —В'ячеслав Соколов. У 1981 році молоді гравці «Єрмака» Олександр Васильєв і Олег Синьков отримали запрошення продовжити ігрову кар'єру в «Соколі». В першому сезоні двічі виходив на хокейний майданчик, наступний сезон провів у складі харківського «Динамо».
1983 року повернувся до Києва. Протягом усього часу був дублером Юрія Шундрова. За «Сокіл» виступав до 1988 року. Всього у вищій лізі провів 60 матчів, пропустив 116 шайб. У двох останніх сезонах передавав свій досвід молодим гравцям іншої київської команди — ШВСМ.
Першу половину чемпіонату 1988/89 захищав кольори харківського «Динамо», яке дебютувало в еліті радянського хокею. Наступні півтора сезони був гравцем «Лади» з Тольятті. З початку 90-х виступав за клуби АТЕК, «Сокіл» (обидва — Київ), «Дунаферр» (Дунауйварош, Угорщина) і «Меркуря» (Клуж, Румунія).
По завершенні ігрової кар'єри працював тренером воротарів юнацької і молодіжної збірних України, а також російського клуба «Бєлгород».

## Статистика
Статистика виступів у вищій лізі чемпіонату СРСР.
| Сезон                    | Команда                  | Ліга                     | І  | ПШ  |
| ------------------------ | ------------------------ | ------------------------ | -- | --- |
| 1981/82                  | «Сокіл» (Київ)           | вища                     | 2  | 10  |
| 1983/84                  | «Сокіл» (Київ)           | вища                     | 3  | 6   |
| 1984/85                  | «Сокіл» (Київ)           | вища                     | 15 | 30  |
| 1985/86                  | «Сокіл» (Київ)           | вища                     | 22 | 36  |
| 1986/87                  | «Сокіл» (Київ)           | вища                     | 2  | 8   |
| 1987/88                  | «Сокіл» (Київ)           | вища                     | 18 | 36  |
| 1988/89                  | «Динамо» (Харків)        | вища                     | 7  | 22  |
| Усього у вищій лізі СРСР | Усього у вищій лізі СРСР | Усього у вищій лізі СРСР | 69 | 148 |